# (36073) 1999 RX56
1999 RX56 (asteroide 36073) é um asteroide da cintura principal. Possui uma excentricidade de 0.15887580 e uma inclinação de 3.69148º.
Este asteroide foi descoberto no dia 7 de setembro de 1999 por LINEAR em Socorro.